# Светски куп у рагбију 13 1954.
Светски куп у рагбију тринаест 1954. био је први Светски куп у рагбију 13.
Француска је била домаћин овог спортског турнира, а учествовале су 4 репрезентације.
Титулу првака Света су освојили рагбисти Велике Британије, пошто су у финалу победили Француску.
Био је ово први Светски куп у рагбију, рачунајући све варијанте рагбија. Први Светски куп у рагбију 7 одржан је 1993. а први Светски куп у рагбију 15 одржан је 1987.

## Учесници
- Рагби 13 репрезентација Француске
- Рагби 13 репрезентација Велике Британије
- Рагби 13 репрезентација Аустралије
- Рагби 13 репрезентација Новог Зеланда

Одустала је рагби 13 репрезентација Сједињених Америчких Држава.

## Стадиони
- Стадион Веледром - Марсеј
- Парк принчева - Париз
- Стадион Тулуза - Тулуза
- Стадион Жерланд - Лион
- Стадион Чабан Делмаз - Бордо
- Стадион Марсел Шопин - Нант

## Групна фаза такмичења
- Француска - Нови Зеланд 22-13
- Аустралија - Велика Британија 13-28
- Аустралија - Нови Зеланд 34-15
- Француска - Велика Британија 13-13
- Француска - Аустралија 15-5
- Велика Британија - Нови Зеланд 26-6

### Табела
| Табела              | ИГ | Д | Н | И | ПД | ПП | ББ | Бод. |
| ------------------- | -- | - | - | - | -- | -- | -- | ---- |
| 1. Велика Британија | 3  | 2 | 1 | 0 | 67 | 32 | 0  | 5    |
| 2. Француска        | 3  | 2 | 1 | 0 | 50 | 31 | 0  | 5    |
| 3. Аустралија       | 3  | 1 | 0 | 2 | 52 | 58 | 0  | 2    |
| 4. Нови Зеланд      | 3  | 0 | 0 | 3 | 34 | 82 | 0  | 0    |

## Финале
- Француска - Велика Британија 12-16
- Стадион: Парк принчева
- Гледалаца: 30 368
- Најбољи играч утакмице: Дон Робинсон, Британац

## Статистика рагбиста
Највише есеја - Гордон Браун, Британац, 6 есеја

## Видео снимци
Снимак финала
https://www.youtube.com/watch?v=MWaLFZqy2hM
https://www.youtube.com/watch?v=HwUV2Y30JVM
| Прваци Света у рагбију тринаест 1954.                |
| ---------------------------------------------------- |
| Рагби 13 репрезентација Велике Британије (1. титула) |